# Complexe aqualudique du Grand Reims
Le complexe aqualudique du Grand Reims est une piscine publique ouverte en 2021 à Reims, dans la région française du Grand Est. Elle comprend une piscine olympique avec des bassins en extérieur, une patinoire, une zone balnéo et des commerces.

## Historique
Le complexe aqualudique du Grand Reims est construit sur l’ancien site du Sernam de Reims.
La SARL Reims République Développement signe avec la SNCF une promesse de vente du terrain Sernam le 23 avril 2014.
La ville de Reims, qui a exercé en mars 2015 un droit de priorité pour acheter le terrain du Sernam, a souhaité remplacer la piscine Nautilud, démolie en raison de problèmes techniques. La propriété du terrain a été contestée par la société immobilière (Société Reims République Développement / CFA Nord) et à conduit à une action en justice qui s’est conclue par une transaction entre les parties.
Le complexe aqualudique est conçu par l'architecte Marc Mimram. Le permis de construire a été déposé en novembre 2017, tandis que première pierre est posée le 12 septembre 2018. La construction du complexe dure jusqu'en novembre 2020. Les travaux sont conduits par Sotram, GTM Hallé et Sogea Picardie, toutes filiales de Vinci Construction France.
Le futur nom du complexe est révélé en septembre 2020. Le complexe est ouvert au public le 9 juin 2021
La gestion commerciale du complexe est confiée à une filiale privée de l'UCPA : SAS Reims Aquagliss via son subdélégataire Sarl LS Reims Loisirs Sportifs (elle-même appartient à 100% au fonds de placement SAS UCPA Sports Loisirs5), en vertu d'un contrat de délégation de service public, placé sous le régime de la concession, pour une durée de 25 ans. Le montant des travaux, d’environ 45 millions d’euros, a été porté à 80% par la Banque des territoires et à 20% par l’UCPA. Toutefois, une convention de crédit est signée le 2 octobre 2017 par Exterimmo, associée unique de Reims Aquagliss (alors dénommée Reims Aquapat) avec la banque allemande Deutsche Pfandbriefbank (en) pour 39,1 millions d'euros.
En 2022, le complexe aqualudique du Grand Reims a compté moins de 350 000 entrées, soit environ 80 % de la fréquentation totale des cinq piscines de la ville. La structure affiche alors un déficit 1 231 506 €, soit plus du double de l'année précédente (519 528 €). Ce déficit est notamment attribué à des malfaçons et dysfonctionnement des équipements, ainsi qu'à des femertures inopinées liées à une absence de personnel ou à des incidents d'exploitation. En juillet 2023, la Communauté urbaine du Grand Reims indemnise la structure à hauteur de 220 000 euros pour compenser les pertes liées à la pandémie de Covid-19.
Fin mai 2023, plusieurs salariés du complexe se mettent en grève pour dénoncer le management et le fonctionnement de la structure,. Au mois de décembre de la même année, plusieurs clients du complexe lancent une pétition pour dénoncer les dysfonctionnements et les fermetures inopinées.
Du 16 au 24 juillet 2024, le complexe aqualudique est fermé pour accueillir un entraînement des 33 nageurs britanniques avant l'ouverture des Jeux olympiques d'été à Paris,.

## Caractéristiques du bâtiment

### Toiture

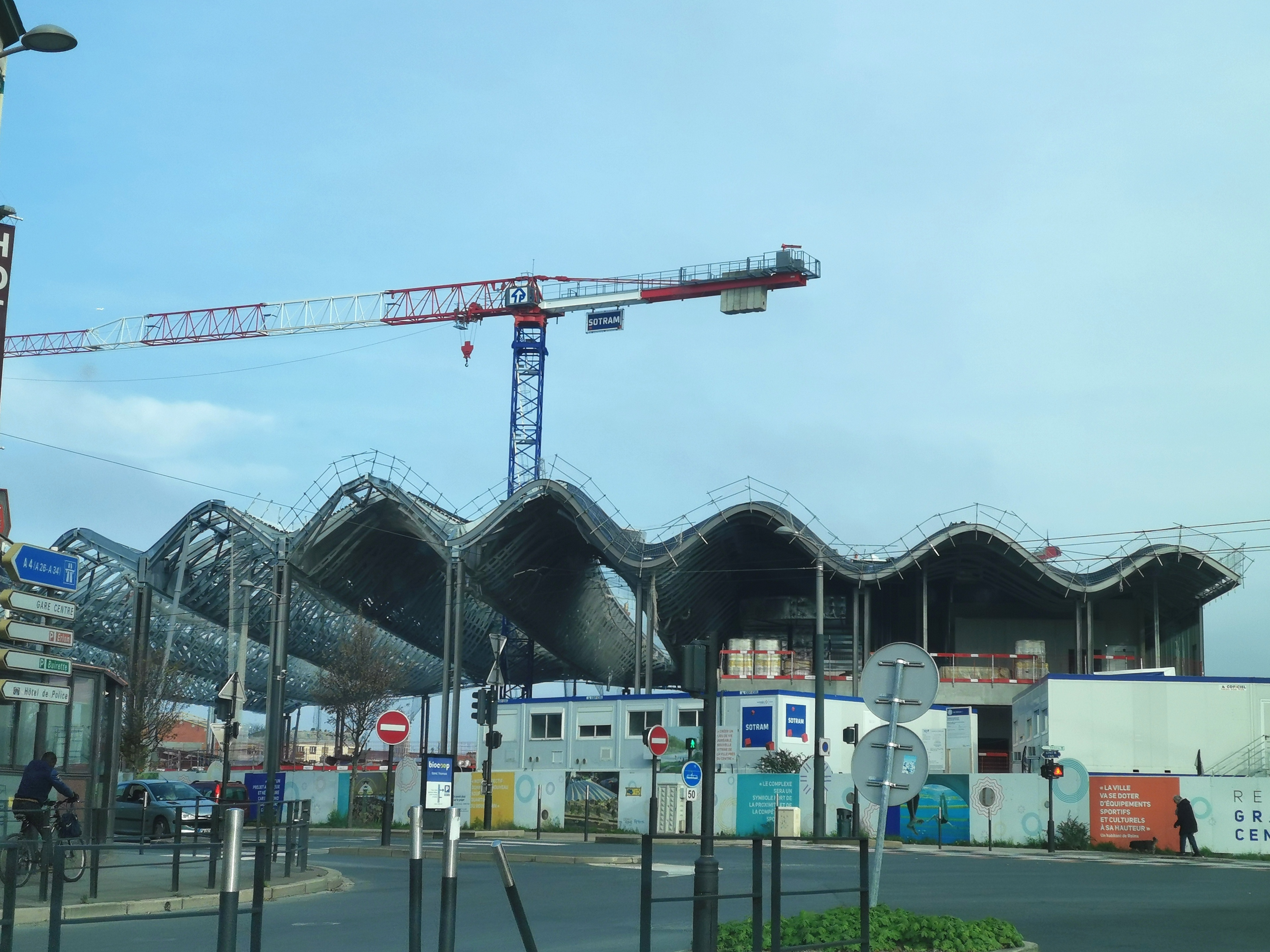
La toiture en construction.

La toiture à la forme d'une toiture plissée en forme de coquillage. Sept poutres placées dans le sens nord-sud supportent des matelas gonflés et transparents.

### Les bassins
Les quatre bassins intérieurs sont en inox.
Les bassins intérieurs et également extérieurs sont équipés d’un système de détection et de prévention des noyades.
Le bassin olympique de 50 m peut être coupé en deux bassins de 25 m, grâce à un aileron mobile central.

### La production d'eau chaudes
Le système de production d’eau chaude sanitaire est assuré avec 40 % d’énergie renouvelable, grâce à 120 m² de panneaux solaires thermiques et à la récupération de chaleur fatale sur les systèmes de traitement d’air.

## Les équipements

### Partie intérieure
Le bâtiment se présente avec un toit en forme de vague qui contient :
- une aire de glace de 781 m2,
- un grand bassin olympique de 1 270 m2 composé de 10 couloirs de 50 m de longueur,
- 700 places fixes en gradin,
- une pataugeoire,
- un bassin d’apprentissage de 25 m et 250 m2,
- un bassin ludique de 250 m2,
- un bassin bien-être de 100 m2,
- une lagune de 50 m2,
- un toboggan intérieur,
- et divers aménagements : hammam, saunas, jacuzzi, solarium[19].

### Partie extérieure
La partie extérieure, contient :
- un sentier de glace extérieur de 392 m2,
- un bassin nordique de 520 m2,
- un toboggan ou pentagliss de quatre couloirs,
- des jeux d’eau[19].

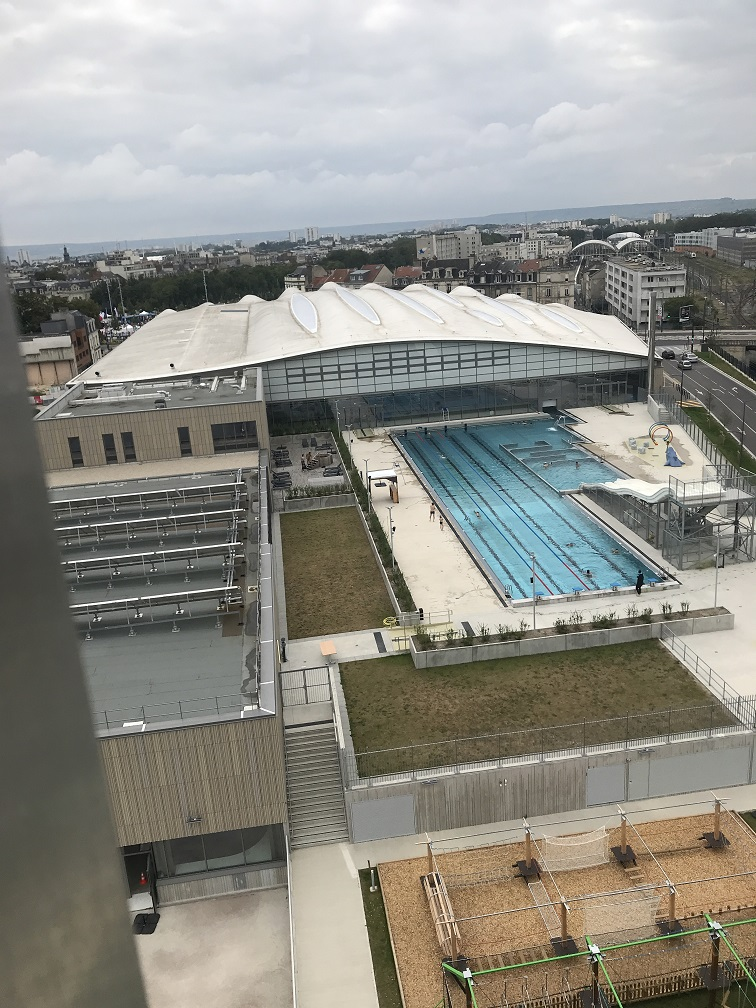
Vue de l'extérieur ;
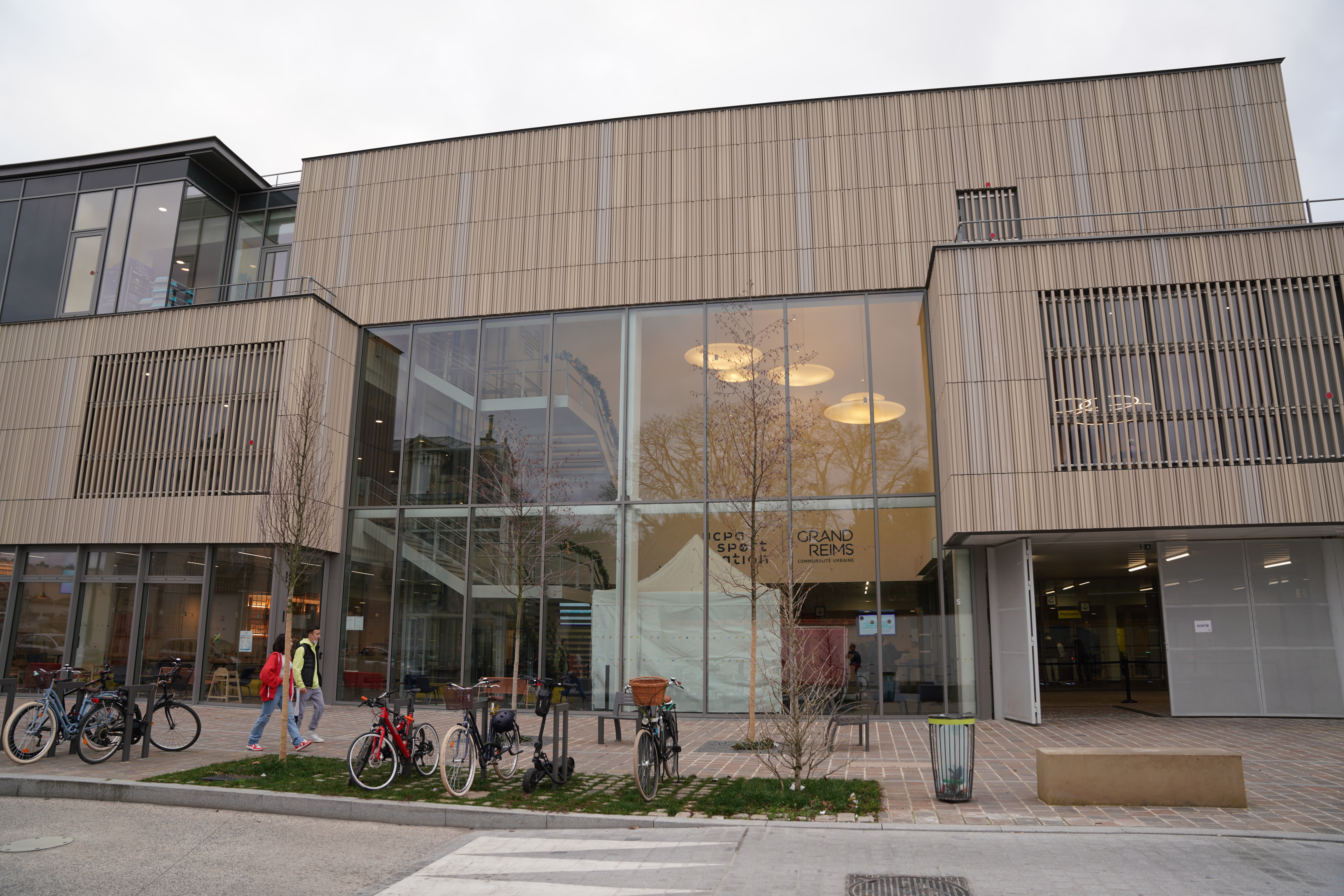
L'entrée de L'UCPA sur le boulevard Jules-César.